# Pan bagnat
Pour les articles homonymes, voir Pan (homonymie).
Le pan bagnat, pan-bagnat ou panbagnat (prononcé : [pɑ̃ ba.ɲa]) en occitan pan banhat est une spécialité culinaire traditionnelle de la cuisine niçoise. C'est un sandwich à base de pain long ou rond, et d’ingrédients similaires à la salade niçoise (anchois, crudités, olives niçoises,  huile d'olive, vinaigre de vin).

## Étymologie
Le mot « bagna(t) » est le participe passé du verbe provençal bagner (en graphie mistralienne) / banhar (en graphie classique), qui signifie « baigner, mouiller, » ; pan bagnat signifie donc littéralement « pain mouillé » ou « pain baigné » (par l'huile d'olive et le jus des tomates).

## Présentation

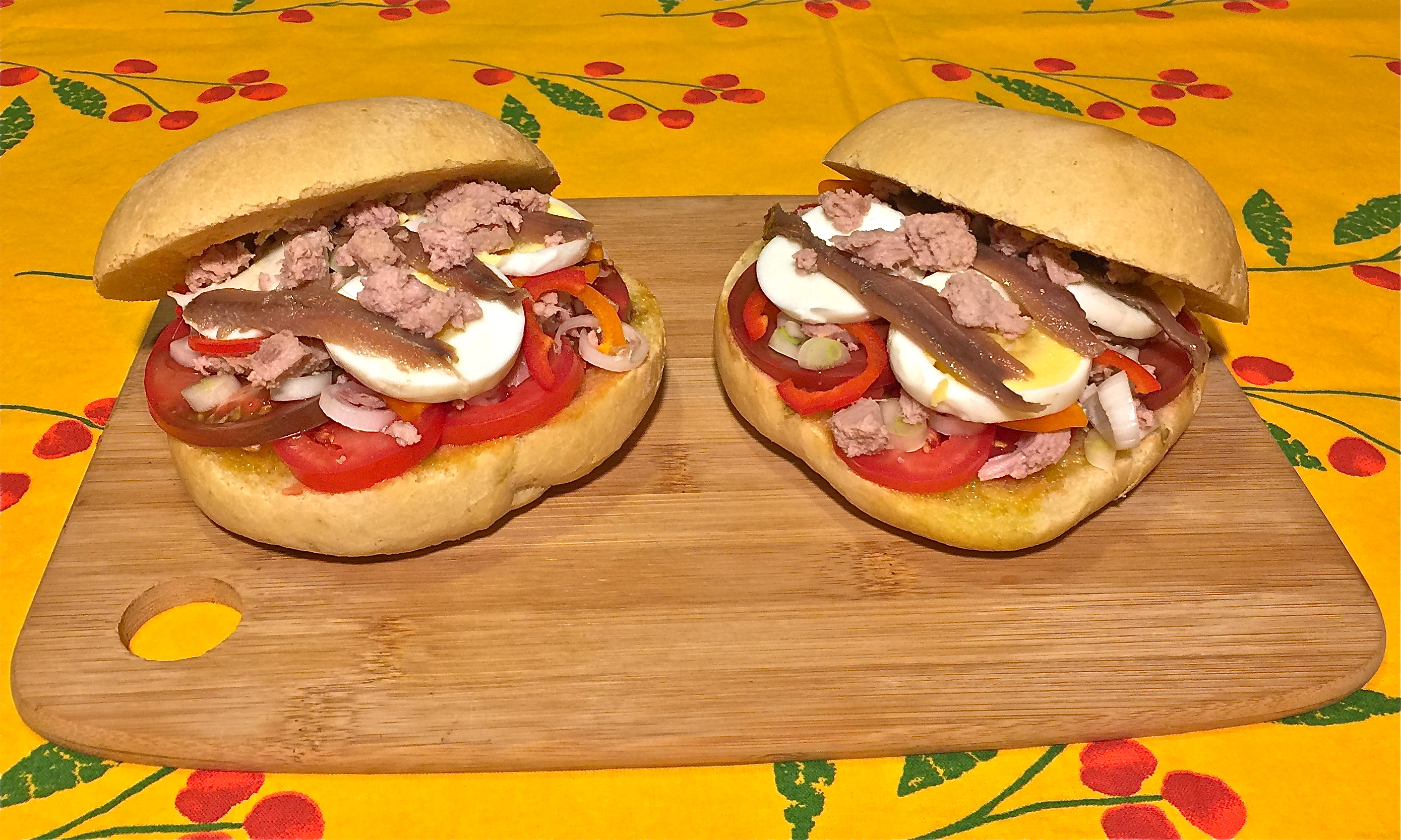
Deux pans bagnats « maison ».

À l'image de la salade niçoise, le pan bagnat est traditionnellement réalisé avec des « produits du terroir niçois » avec des crudités de saison et de jardin potager si possible. Plat populaire, ce mets niçois a connu plusieurs évolutions et variations locales. Face à l'apparition de sandwich (appelé pan bagnat) au poulet, au bœuf ou encore par l'ajout de mayonnaise voire de bacon par certains étrangers, divers groupes de Niçois essaient d'imposer et de faire reconnaître une recette dite authentique en l'inscrivant au patrimoine culturel immatériel (Convention de 2003) de l'UNESCO. Cette dernière ne fait pas l'unanimité puisque la recette actuelle a évolué dans le temps et parce que, bien que comprenant des produits alimentaires similaires que la tradition locale a fait perdurer, la recette connaît de légères variantes par rapport au goût de chacun. Ainsi, on retrouvera généralement du thon, de l'anchois, des œufs durs, des tomates, de l’ail, des olives, des poivrons verts auxquels s'ajoutent d'autres légumes et un assaisonnement d'huile d'olive. Parmi les variantes locales, certains préfèreront mettre du basilic, d'autres du mesclun, une salade typiquement niçoise. D'autres personnes racontent qu'il s'agit là d'une salade niçoise dans un pain.

## Histoire

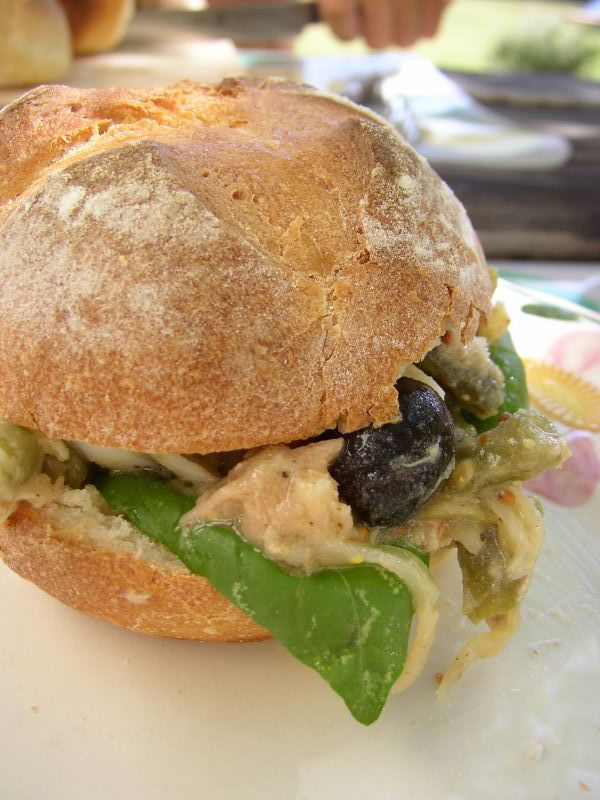

En occitan général, tout comme dans sa variante niçoise, pan bagnat (norme mistralienne) (dont le nom est souvent appelé « pain bagnat » par les touristes) signifie « pain mouillé/baigné », sous-entendu d'un peu d'eau, du jus de la tomate fraîche de la préparation et sans huile d'olive. À l'origine, plat de pauvre, les Niçoises du XIXe utilisaient du pain dur, rassis, et le ramollissaient d'un filet d’eau, l'ajoutant ensuite en morceaux à une salade de crudités fraîches de saison avec parfois des anchois quand les moyens le permettaient.
Au cours du temps, le pain devenant progressivement le contenant de cette salade, le pan bagnat s'est transformé en sandwich à emporter pour les pêcheurs et autres travailleurs du matin, devenant ainsi le roi de la méranda (casse-croûte de 9 heures du matin) Il était élaboré à partir d'ingrédients de saison, simples, locaux et bon marché. Le thon, qui fait à présent partie de sa composition chez tous les marchands, a remplacé ou s'est ajouté à l'anchois. Au XIXe et au début du XXe siècle, le thon était un poisson cher, réservé à la bourgeoisie. Par contre, l'anchois était un poisson populaire, accessible à tous. La variante au thon et à l'huile d'olive est donc la variante « riche » du pan bagnat.

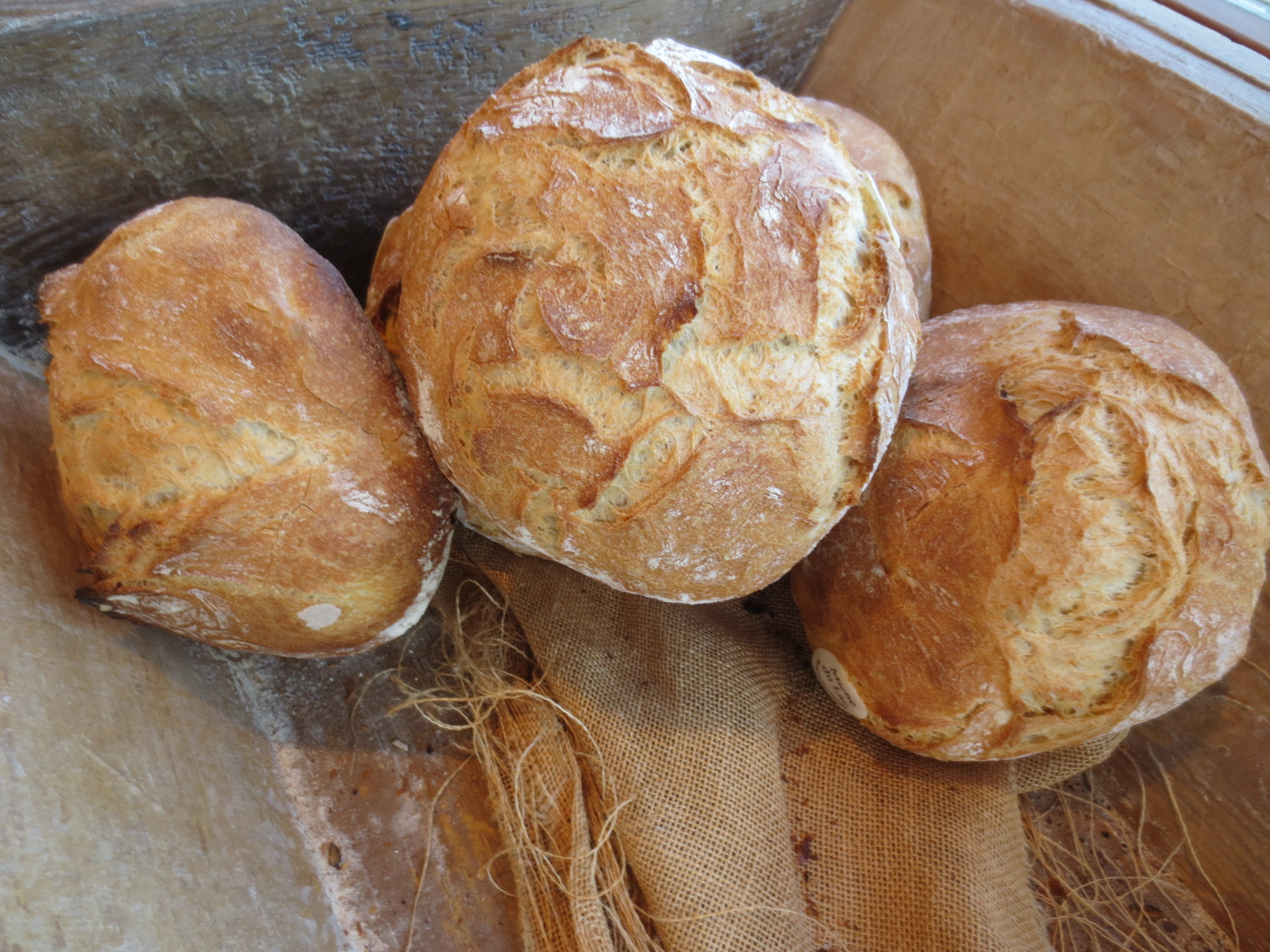
Petites boules de pain rond de campagne pour pan bagnat.

Sa composition contemporaine, très variée en crudités, avec des rondelles d'œuf dur, du thon en boîte, des anchois dessalés et de l'huile d'olive, en fait un repas complet, assez abordable et rapide à préparer. Le pan bagnat est aisément transportable, remplissant ainsi parfaitement sa fonction originelle de casse-croûte.

## Composition

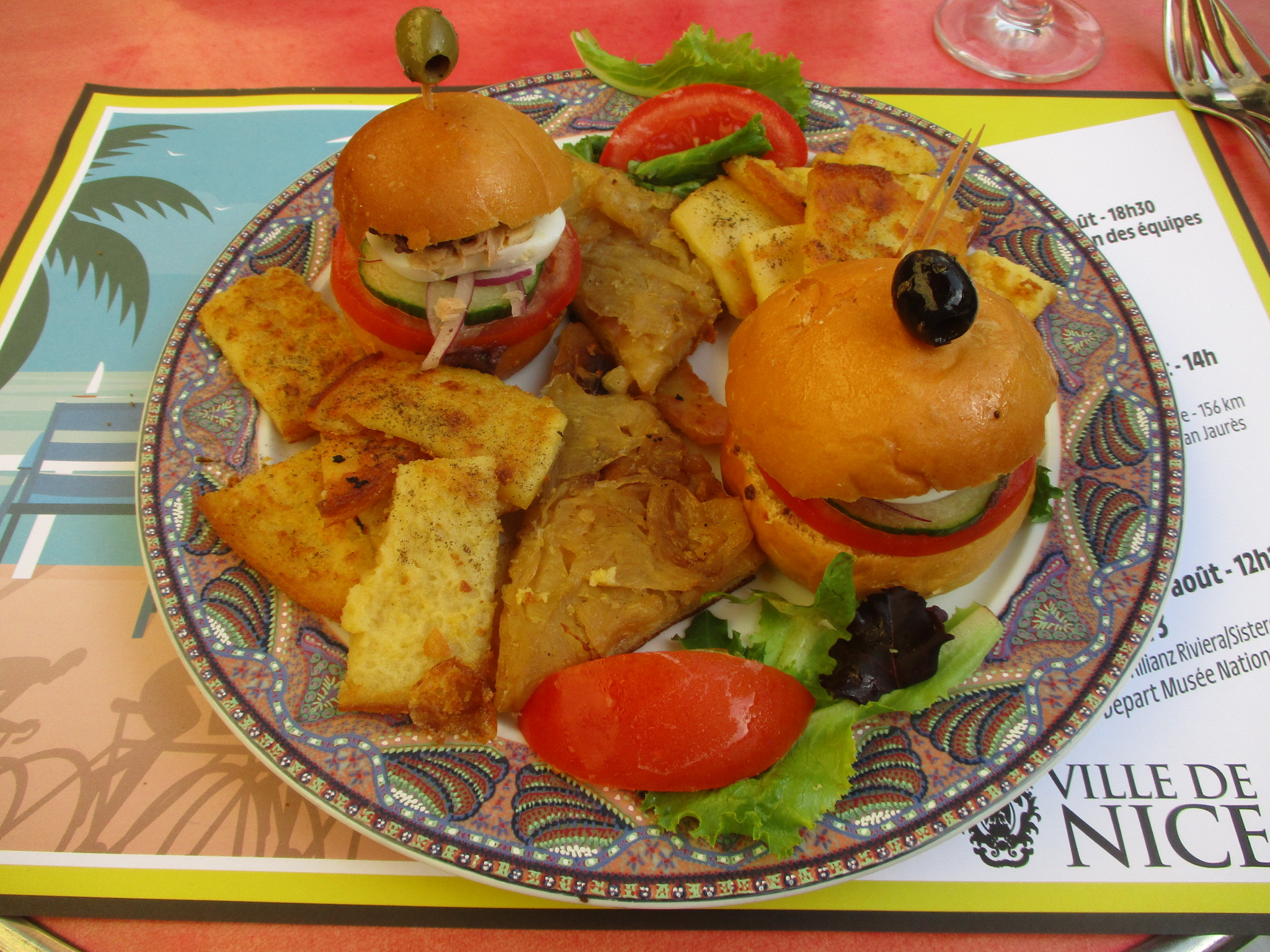
Assiette composée de mini pan bagnat, socca et pissaladière, d'un restaurant du Vieux-Nice.

Sa composition actuelle est la même que celle de la salade niçoise, c’est-à-dire uniquement des crudités, du thon et/ou de l’anchois et de l’œuf dur coupé en rondelles. Le tout est de nos jours copieusement arrosé d’huile d’olive, afin de bien « tremper » le pain, ce qui le rend plus facile à mastiquer. Les ingrédients toujours de saison couramment utilisés sont : tomates, œufs durs, thon et/ou anchois, févettes (fèves jeunes et tendres), radis, artichaut violet, poivrons verts , cébettes (ou oignon frais), feuilles de basilic, olives Niçoise , sel et poivre. Le pain de 15 à 20 cm de diamètre, un pain généralement rond au levain ou campagne et souvent spécifique à la préparation. Le pain est ouvert complètement en deux, évidé d'une partie de sa mie, imbibé du jus d'une tomate bien mûre, mouillé d’huile d’olive et de vinaigre et garni de ces ingrédients. Il doit également être préalablement frotté à l'intérieur avec une gousse d’ail. Tous les autres ingrédients, le fromage, le poulet ou le jambon, ne font pas partie de la recette traditionnelle originale du pan bagnat. Pour les amateurs et spécialistes, salade verte et mayonnaise, comme cela se voit trop souvent, sont à proscrire et même sacrilèges. L'emploi de la salade est variable car la plupart des Niçois du pays mettent de génération en génération des jeunes pousses de mesclun (salade originaire de Nice) alors que d'autres n'insèrent aucune salade.

## Culture

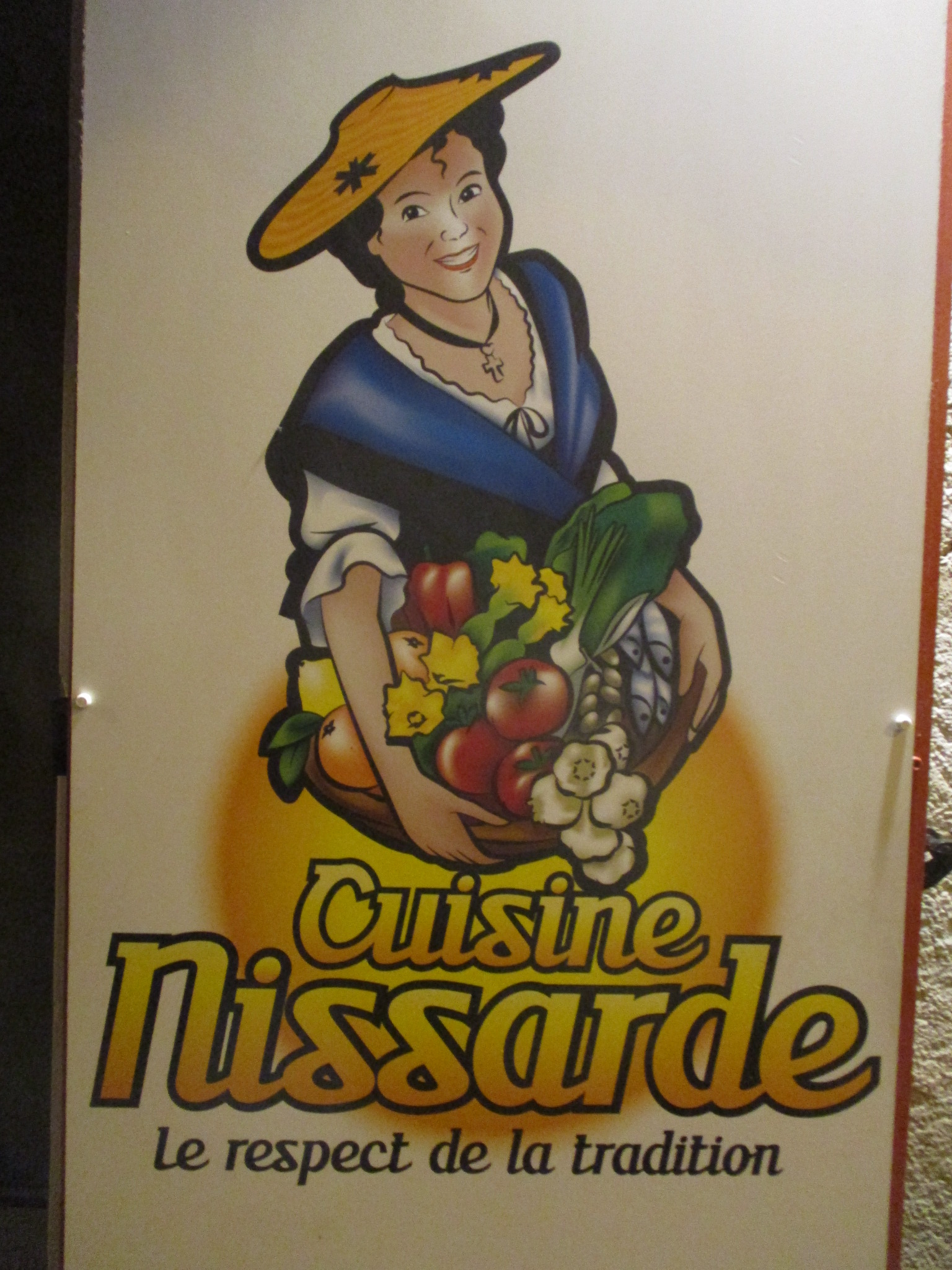
Label Cuisine Nissarde

À Nice, mais également en Provence, le pan bagnat se trouve dans pratiquement toutes les boulangeries, ainsi bien sûr que dans les magasins de restauration rapide. Il existe à présent un « label de l'authentique pan bagnat », affiché chez certains marchands du Pays niçois. C'est là une réaction humoristique à la prolifération de « pans bagnats pour touristes », contenant des ingrédients fantaisistes (saumon fumé, jambon, poulet, sauce diverses, carotte râpée, salade verte…). C'est dire que la recette du pan bagnat pour les défenseurs de son authenticité, avec son historique de plat du travailleur niçois, fait aujourd'hui partie du patrimoine de la culture populaire provençale.

## Dérivés
On retrouve à Mougins une variante gastronomique du pan bagnat traditionnel appelé « pan bagnat de Mougins » ; le thon est remplacé par du homard bleu. Il a été créé lors de l'inauguration du Festival international de la gastronomie de Mougins tenue dans le vieux village.